# Ormsgill
Ormsgill – dzielnica w Barrow-in-Furness, w Anglii, w Kumbrii, w dystrykcie (unitary authority) Westmorland and Furness. W 2011 dzielnica liczyła 6033 mieszkańców.